# Gouden oeverloopkever
De gouden oeverloopkever (Elaphrus aureus) is een keversoort uit de familie van de loopkevers (Carabidae). De wetenschappelijke naam van de soort werd in 1821 gepubliceerd door Philipp Wilbrand Jacob Müller.